# Amberg
Amberg − miasto na prawach powiatu w Niemczech, w kraju związkowym Bawaria, we wschodniej części rejencji Górny Palatynat, w regionie Oberpfalz-Nord. Siedziba powiatu Amberg-Sulzbach, chociaż do niego nie należy. Leży nad rzeką Vils. Najbliżej położone duże miasta: Norymberga ok. 50 km na zachód, Monachium ok. 150 km na południowy zachód i Praga ok. 230 km na wschód. Nie zostało zburzone podczas II wojny światowej. Kilku tutejszych Żydów Niemcy wywieźli do getta w Piaskach, a następnie do obozu zagłady w Bełżcu. Po powstaniu warszawskim wywieziono tam dużą grupę rannych akowców i dzieci-sieroty ze zburzonej Warszawy. Przez miasto przebiega trasa rowerowa pięciu rzek.

## Zabytki

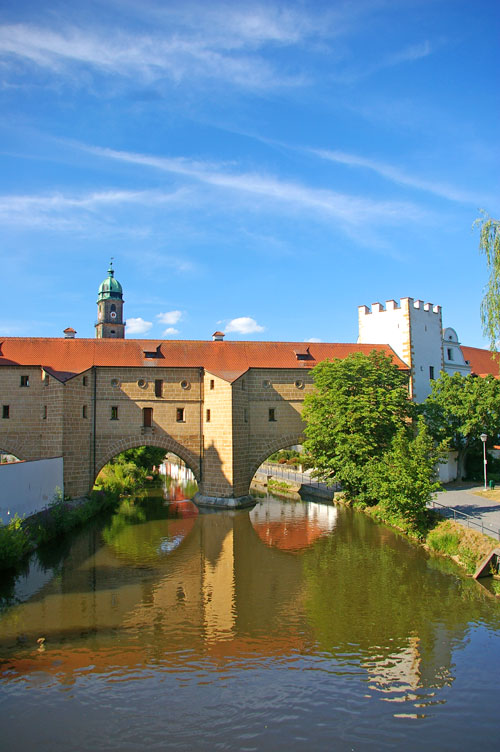
Stadtbrille

- starówka otoczona średniowiecznymi murami;
- późnogotycka bazylika pw. św. Marcina (St. Martin) z XV wieku;
- gotycki ratusz z 1356 roku;
- most obronny nad rzeką Vils znany jako Stadtbrille (pol. miejskie okulary).

## Współpraca
Miejscowości partnerskie:
- Nadrenia-Palatynat: Bad Bergzabern
- Polska: Bystrzyca Kłodzka
- Włochy: Desenzano del Garda
- Saksonia: Freiberg
- Bawaria: Geretsried, Schnaittenbach
- Słowenia: Kranj
- Francja: Périgueux
- Finlandia: Siilinjärvi
- Grecja: Trikala
- Czechy: Uście nad Orlicą